# Esplanade de la Défense (métro de Paris)
Pour les articles homonymes, voir Esplanade de la Défense.
Ne doit pas être confondu avec La Défense (métro de Paris) ou Gare de la Défense.
Esplanade de la Défense est une station de la ligne 1 du métro de Paris, située à l'extrémité est du quartier d'affaires de la Défense, à la limite entre les communes de Courbevoie et de Puteaux.

## Situation
La station se situe sur le côté est de l'esplanade du quartier de la Défense, d'où son nom. Elle est recouverte par une grande dalle constituée principalement du Bassin, œuvre de l'artiste grec Takis. Ce bassin est une surface aquatique de faible profondeur dans laquelle sont posés 49 feux lumineux multicolores de hauteurs différentes (entre 3,50 et 9 m).

## Histoire
La station est ouverte le 1er avril 1992 lors du prolongement de la ligne 1, de Pont de Neuilly à La Défense. Son nom de projet était Puteaux - Courbevoie.
La RATP ayant préféré un passage du métro sur le pont de Neuilly en aérien, moins coûteux, plutôt qu'un passage sous la Seine, le gros-œuvre de la station La Défense - Michelet prévu dès les années 1970 par l'EPAD est resté inutilisé. À la place la station empiète sur le tunnel de l'autoroute A14, amputée d'une file dans chaque sens par rapport au projet d'origine. Cette situation contrainte explique l'étroitesse de la station et son quai en îlot.
Dans le cadre des travaux d'automatisation de la ligne 1, la station Esplanade de la Défense a été équipée de portes palières durant le mois d'octobre 2009.
En 2019, selon les estimations de la RATP, 9 883 008 voyageurs sont entrés dans cette station, ce qui la place à la 17e position des stations de métro pour sa fréquentation sur 302,.
En 2020, avec la crise du Covid-19, 4 488 878 voyageurs sont entrés dans cette station ce qui la place à la 24e position des stations de métro pour sa fréquentation.
En 2021, la fréquentation remonte progressivement, avec 4 708 183 voyageurs qui sont entrés dans cette station ce qui la place à la 43e position des stations de métro pour sa fréquentation.

## Services aux voyageurs

### Accès
La station comporte deux accès :
- la sortie ouest donne accès aux quartiers Vosges, Alsace, Corolles, Reflets et Iris du secteur « Esplanade Nord » et aux quartiers Michelet et Villon du secteur « Esplanade Sud » ;
- la sortie est donne accès au quartier Saisons du secteur « Esplanade Nord » et au quartier Bellini du secteur « Esplanade Sud ».

Accès à la station
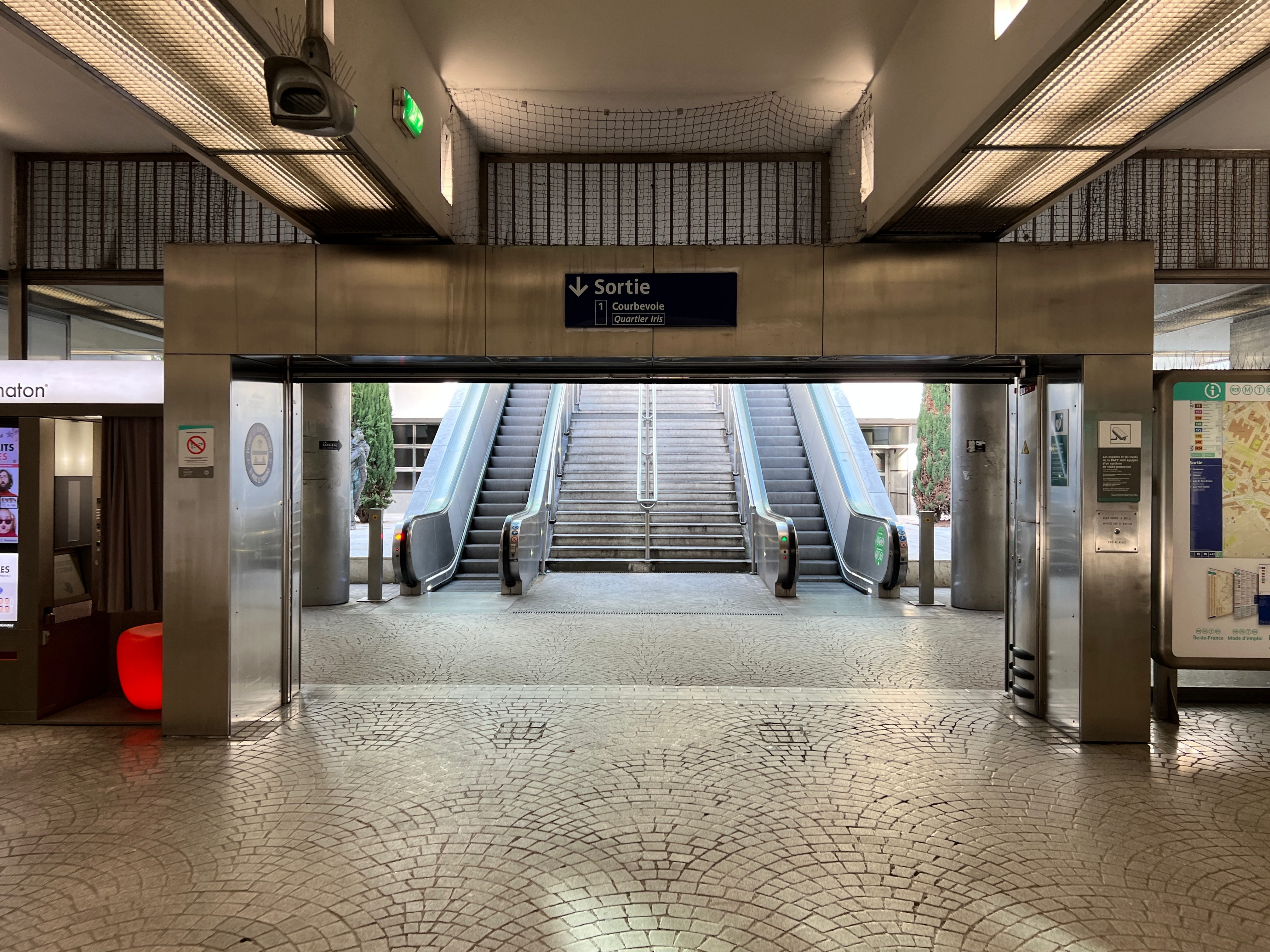
L'accès no 1 « Courbevoie ».
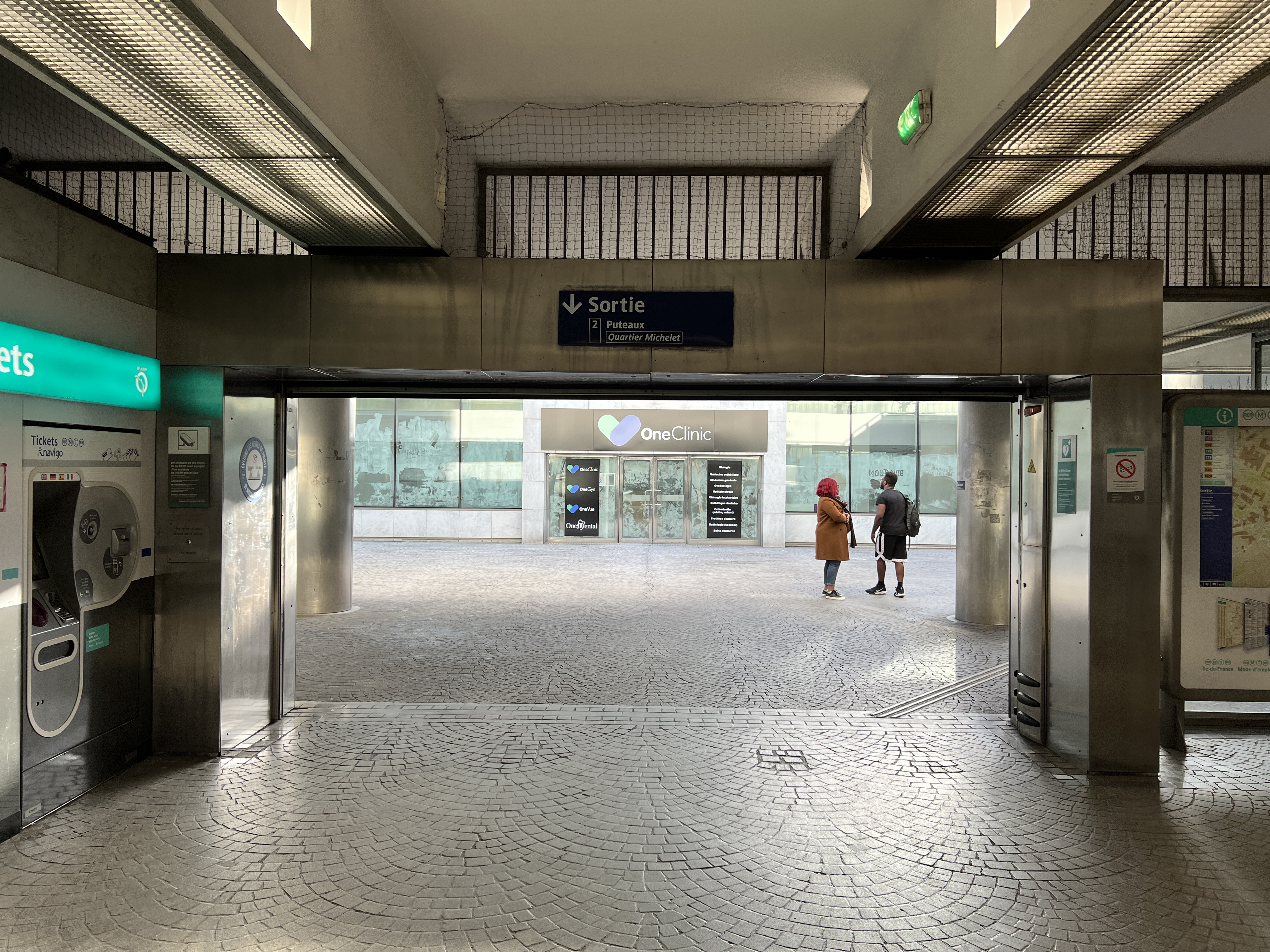
L'accès no 2 « Puteaux ».
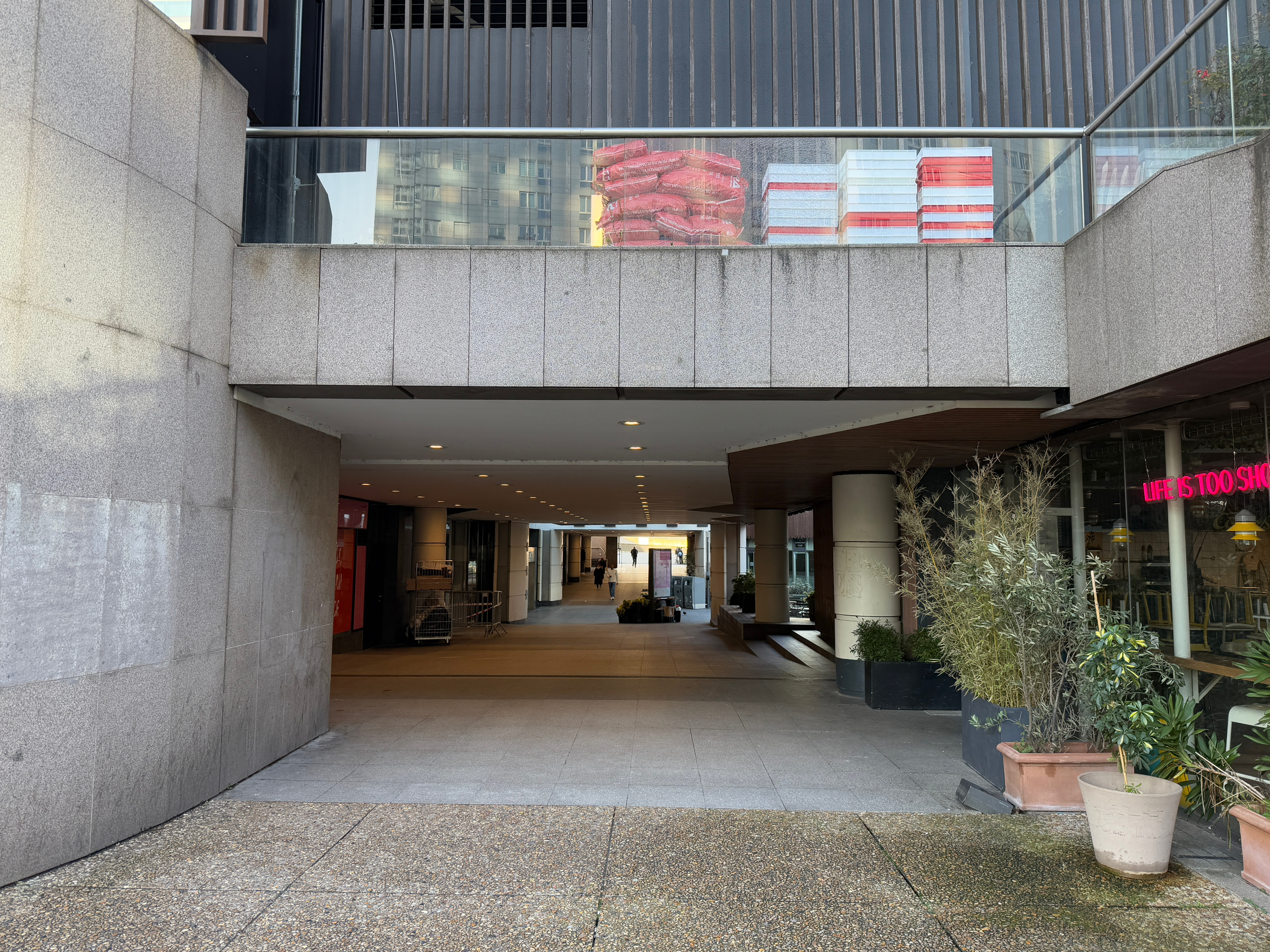
L'accès no 3 « Quai de Dion-Bouton ».
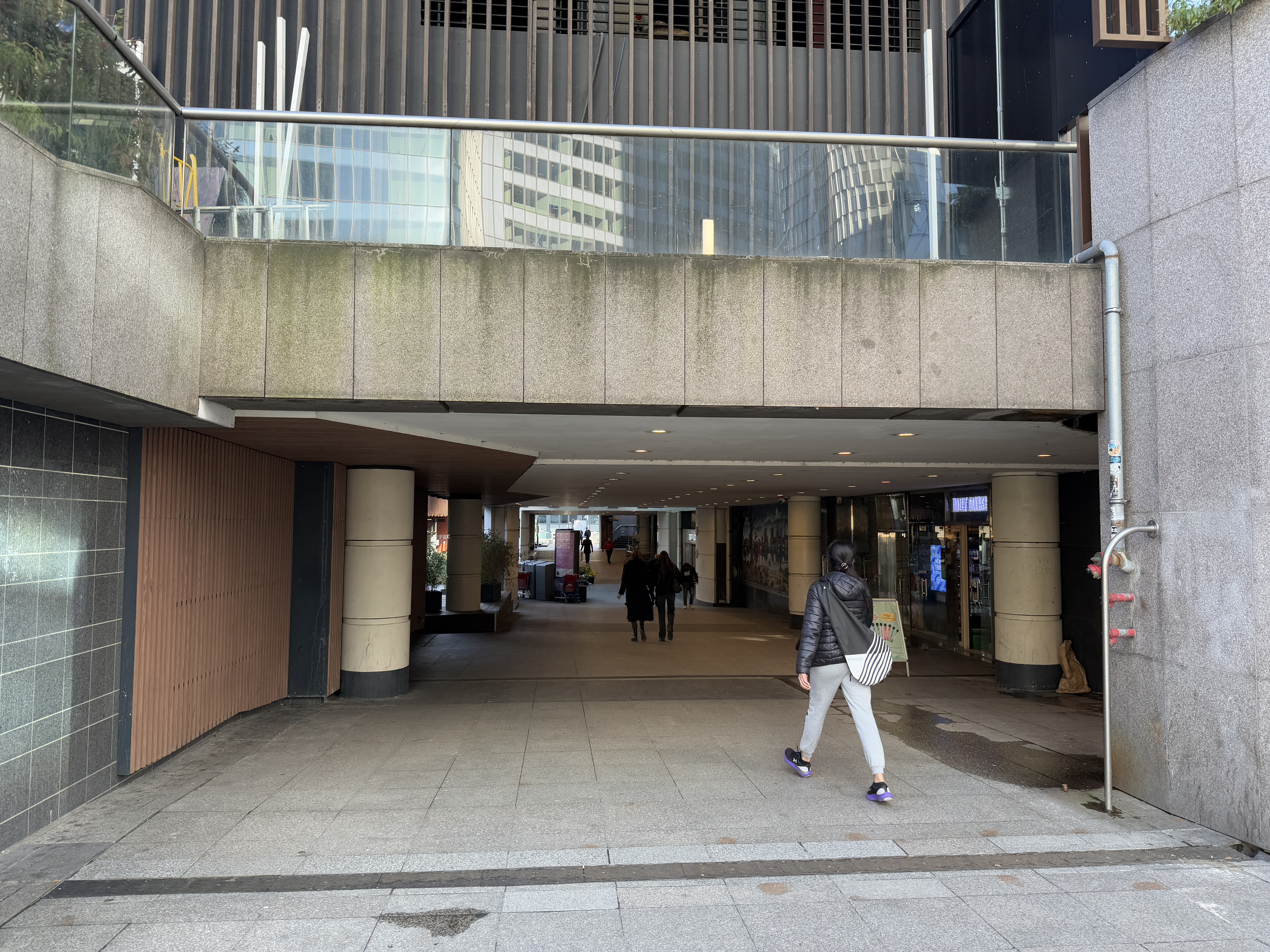
L'accès no 4 « Quai Paul Doumer ».

### Quais
La station comporte un quai central en raison de la faible largeur de la station, qui a été construite dans ce qui devait être à l'origine un des deux tubes de l'autoroute A14 (qui passe en tunnel sous la Défense). Une légère différence de largeur existe également entre l'extrémité occidentale du quai, par où s'effectue l'accès, et celle orientale, plus étroite et sous un plafond plus bas recouvert d'un flocage coupe-feu noir. L'éclairage est assuré par des tubes fluorescents. De grands carreaux plats blancs recouvrent les piédroits verticaux. Les cadres publicitaires sont métalliques et le nom de la station est inscrit en police d'écriture Parisine sur plaques émaillées disposées uniquement sur le quai. Ce dernier est équipé de sièges « Akiko » de couleur jaune ainsi que de portes palières.

### Intermodalité
La station est desservie par les lignes de bus 73, 157, 158, 174, 175 et 176 du réseau de bus RATP et par la ligne N24 du service de bus de nuit Noctilien.

## À proximité

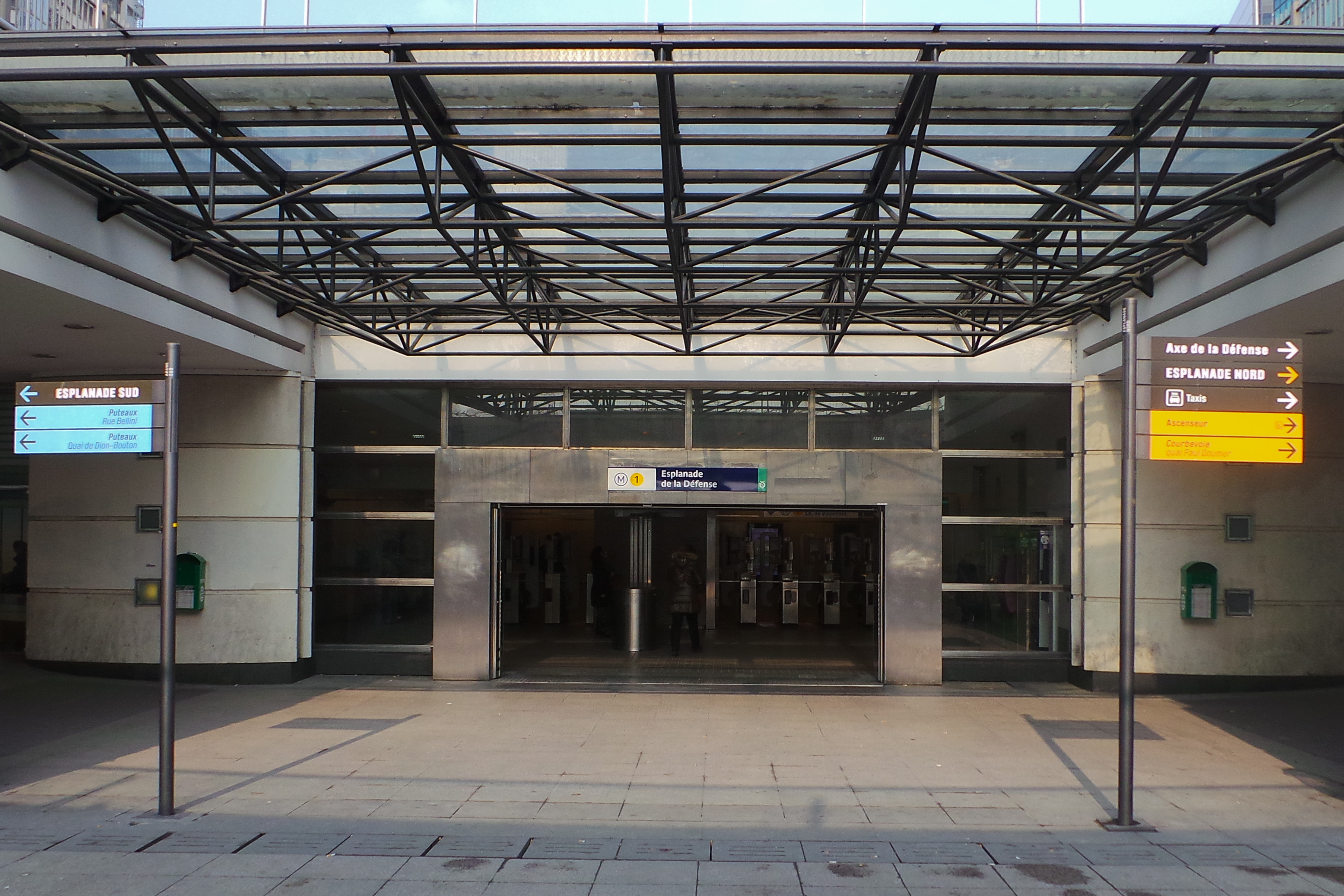
L'accès est à la station.

Dans la cour d'accès à cette station et dans les couloirs de celle-ci, des statues ont été érigées.
Au bout du quai, en direction de Paris, la station est presque en plein air. Elle permet de voir l'arc de triomphe de l'Étoile et est visible depuis la gare routière de la station Pont de Neuilly.
L'espace culturel et d'expositions Defacto la Gallery, ouvert en septembre 2008, se trouve à la sortie est de la station.
La station donne accès à la tour First, et aux tours CB21 et Allianz One.